# Casirivimab/Imdevimab
Casirivimab/Imdevimab (REGN-COV2, in den USA: REGEN-COV; Handelsname: Ronapreve) ist ein Medikament, das vom amerikanischen Biotechnologieunternehmen Regeneron Pharmaceuticals entwickelt wurde. Es ist ein künstlicher Antikörper-Cocktail, der entwickelt wurde, um die Bindung des Spike-Proteins an den humanen ACE2-Rezeptor und damit das Eindringen des Virus in die Zellen  zu verhindern. Es besteht aus der Kombination zweier monoklonaler Antikörper, Casirivimab (REGN10933) und Imdevimab (REGN10987).
In der EU wurde die Kombination Casirivimab/Imdevimab am 12. November 2021 zugelassen.
Gegenüber der SARS-CoV-2-Variante Omikron ist Casirivimab/Imdevimab nicht wirksam. Dies geht aus Untersuchungen des Paul-Ehrlich-Instituts (PEI) und der Fachgruppe Intensivmedizin, Infektiologie und Notfallmedizin (COVRIIN) des Robert Koch-Instituts (RKI) hervor. Derzeit wird die Verwendung von Casirivimab/Imdevimab aufgrund der fehlenden Wirksamkeit gegen die Omikron-Variante nicht empfohlen.

## Studienergebnisse
Die Studienergebnisse basieren auf einer randomisierten, doppelblinden, placebokontrollierten klinischen Studie an 799 nicht hospitalisierten Erwachsenen mit leichten bis mittelschweren COVID-19-Symptomen. Von diesen Teilnehmern erhielten 266 innerhalb von drei Tagen nach positiver Testung auf COVID-19 eine intravenöse Infusion von jeweils 1200 Milligramm Casirivimab und Imdevimab, 267 Teilnehmer erhielten jeweils 4000 mg Casirivimab und Imdevimab und 266 Teilnehmer ein Placebo. Gewertet wurde die zeitgewichtete durchschnittliche Änderung der Viruslast gegenüber dem Ausgangswert. In einer klinischen Studie an Menschen mit COVID-19 wurde gezeigt, dass Casirivimab und Imdevimab zusammen verabreicht COVID-19-bezogene Krankenhausaufenthalte oder Notaufnahmen bei Menschen mit hohem Risiko für ein Fortschreiten der Krankheit innerhalb von 28 Tagen nach der Behandlung im Vergleich zu Placebo reduzieren. Die Sicherheit und Wirksamkeit dieser Untersuchungstherapie zur Behandlung von COVID-19 wird weiterhin bewertet.
Die am 12. April 2021 veröffentlichte Phase-3-Studie (2069B) über kürzlich infizierte asymptomatische COVID-19-Patienten, die mittels subkutaner Injektion das Kombinationspräparat verabreicht bekommen haben, zeigte, dass das Gesamtrisiko, um an symptomatischer Covid-19 zu erkranken, um 31 % (primärer Endpunkt) und um 76 % nach dem dritten Tag verringert wird. Die Studie zeigte auch, dass REGEN-COV die Symptomdauer verkürzt und die Viruslast um mehr als 90 % reduziert.

## Verabreichung
Casirivimab und Imdevimab müssen gleichzeitig mittels intravenöser (i. v.) Infusion verabreicht werden.

## Zulassungen

### US-Notfallzulassung
Am 21. November 2020 erteilte die Food and Drug Administration (FDA), die US-amerikanische Gesundheitsbehörde, eine Notfallgenehmigung (Emergency use authorization, EUA) für die gleichzeitige Anwendung von Casirivimab und Imdevimab zur Behandlung von leichten bis mittelschweren COVID-19-Erkrankungen. Diese Zulassung beschränkt sich auf Personen ab einem Alter von mindestens zwölf Jahren und mindestens 40 Kilogramm Körpergewicht, die positiv auf SARS-CoV-2 getestet wurden und einem hohen Risiko unterliegen, einen schweren Verlauf der Erkrankung zu erleiden. Dies schließt Patienten ein, die 65 Jahre oder älter sind oder an bestimmten chronischen Vorerkrankungen leiden. Casirivimab und Imdevimab sind jedoch nicht für Personen zugelassen, die sich aufgrund einer COVID-19-Erkrankung bereits im Krankenhaus befinden oder eine Sauerstoff-Langzeittherapie beziehungsweise eine hyperbare Oxygenierung benötigen. Für diese Patienten wurde kein Nutzen nachgewiesen, beziehungsweise ist eher mit einer Verschlechterung des Krankheitsbilds zu rechnen. In den USA besteht für Arzneimittel die Möglichkeit der Erteilung einer Notfallzulassung. Eine Notfallzulassung für „medizinische Gegenmaßnahmen“ (Medical countermeasures. MCMs) kann durch die FDA ausgesprochen werden, wenn das Vorliegen eines Notfalls im Bereich der öffentlichen Gesundheit festgestellt wurde, beispielsweise im Fall einer Pandemie. Gesetzliche Grundlage ist der Federal Food, Drug, and Cosmetic Act (FD&C Act).

### Anwendung in der EU
Der Ausschuss für Humanarzneimittel (Human Medicine Committee, CHMP) der Europäischen Arzneimittel-Agentur (EMA) hat am 26. Februar 2021 seine Überprüfung der Verwendung der Kombinationstherapie mit den monoklonalen Antikörpern Casirivimab und Imdevimab zur Behandlung von Patienten mit COVID-19 abgeschlossen. Diese Überprüfung wurde durchgeführt, um ein harmonisiertes wissenschaftliches Gutachten auf EU-Ebene vorzulegen, um die nationale Entscheidungsfindung über die mögliche Verwendung der Antikörper bereits vor der Zulassung zu unterstützen. Die EMA kam zu dem Schluss, dass die Kombination zur Behandlung von bestätigtem COVID-19 bei Patienten verwendet werden kann, die keine zusätzliche Sauerstoffzufuhr benötigen und ein hohes Risiko haben, eine schwere Form der COVID-19-Erkrankung zu erleiden.
Vorläufige Ergebnisse deuteten darauf hin, dass diese Kombination die Viruslast (Virusmenge im Nasen- und Rachenraum) stärker reduzierte als Placebo und zu weniger COVID-19-bezogenen Arztbesuchen führte. In Bezug auf die Sicherheit waren die meisten berichteten Nebenwirkungen leicht oder mäßig, es wurden jedoch Reaktionen im Zusammenhang mit der Infusion (einschließlich allergischer Reaktionen) beobachtet, die überwacht werden sollten.
Am 1. Februar 2021 wurde bei der europäischen Arzneimittel-Agentur (EMA) ein Rolling-Review-Verfahren für das Kombinationsarzneimittel in Vorbereitung auf die EU-Zulassung eingeleitet. Am 11. November 2021 gab die EMA eine Zulassungsempfehlung ab, einen Tag später folgte die Zulassung.

### Zulassung in Japan
Das Medikament wurde unter dem Namen Ronapreve am 19. Juli 2021 vom japanischen Gesundheitsministerium zugelassen. Es wird von Chūgai Seiyaku produziert.

### Zulassung in Großbritannien
Am 20. August 2021 erteilte die UK-Behörde Medicines and Healthcare products Regulatory Agency (MHRA) dem Präparat unter dem Handelsnamen Ronapreve eine bedingte Zulassung. Es handelt sich um die erste Zulassung eines Präparats mit monoklonalen Antikörpern zur Prävention und Behandlung von COVID-19 in Großbritannien.

## Recovery-Studie
Seit September 2020 wird REGN-COV2 im Rahmen einer Recovery-Studie in Zusammenarbeit mit der University of Oxford klinisch getestet.

## Vertrieb
Regeneron Pharmaceuticals hat mit Hoffmann-La Roche einen Vertrag über die Herstellung und Vermarktung von REGN-COV2 außerhalb den USA abgeschlossen. Im Januar 2021 bestätigte Bundesgesundheitsminister Jens Spahn, dass die Bundesrepublik Deutschland 200.000 Dosen des Mittels gekauft hat. Deutschland ist das erste Land in der EU, das den Cocktail einsetzt. Die Anwendung beginnt noch im Januar, zunächst an Universitätskliniken.

## Trivia
Am 2. Oktober 2020 gab Regeneron Pharmaceuticals bekannt, dass US-Präsident Donald Trump eine „Einzeldosis von 8 Gramm REGN-COV2“ erhalten hatte, nachdem er positiv auf SARS-CoV-2 getestet worden war. Das Medikament wurde vom Unternehmen auf eine Anfrage der Ärzte des Präsidenten zu einem „compassionate use“ (englisch mitfühlende Verwendung – vorübergehende Genehmigung zur Verwendung) bereitgestellt.